# Физиологические функции таламуса
Физиологические функции таламуса — это физиологические функции, выполняемые таламусом, отделом промежуточного мозга хордовых животных.
Таламус выполняет множество физиологических функций. Он может рассматриваться как своего рода «центральная релейно-трансформаторная станция» головного мозга, или как своеобразный хаб, куда стекается почти вся сенсорная и моторная информация (за исключением информации от органов обоняния) перед её передачей в кору больших полушарий головного мозга. Принято считать, что таламус действует как своеобразное реле или ретранслятор информации между различными подкорковыми областями и соответствующими областями коры больших полушарий головного мозга. В частности, каждая из сенсорных систем, кроме обонятельной системы, включает в себя определённое таламическое ядро, которое принимает сенсорные сигналы от соответствующего первичного анализатора в стволе мозга, обрабатывает их и передаёт в соответствующую первичную область коры больших полушарий мозга.
Ранее считалось, что таламус является всего лишь центральным «реле» или ретрансляторной станцией, которая просто передаёт различные сенсорные и моторные сигналы в кору больших полушарий головного мозга. Более поздние исследования показали, что функции таламуса гораздо сложнее, многообразнее и селективнее, и не сводятся лишь к простой ретрансляции информации от нижележащих подкорковых областей и структур головного мозга к коре больших полушарий, и что таламус также выполняет некую первичную обработку и фильтрацию поступающей в него сенсорной информации перед передачей её в кору больших полушарий.
Сейчас полагают, что таламус не просто механически ретранслирует всю сенсорную и моторную информацию от органов чувств (вернее, от нижележащих подкорковых структур — первичных сенсорных анализаторов) в кору больших полушарий мозга, но и производит некую её первичную обработку и фильтрацию. Каждое из ядер таламуса, специализирующееся на первичной ретрансляции сенсорной информации того или иного типа в кору больших полушарий, получает сильные обратные связи от соответствующей зоны коры больших полушарий, модулирующие активность этого ядра и степень фильтрации им входящего потока информации.

## Роль таламуса в обработке сенсорной, моторной, висцеросенсорной и соматосенсорной информации
Различные ядра и области таламуса выполняют различные специфические функции. В частности, это относится ко многим сенсорным системам (системам органов чувств) таким как слуховая, зрительная, соматосенсорная (проприоцептивная), висцеросенсорная (интероцептивная) системы, система ощущения вкуса, за исключением обонятельной системы. Для каждой из этих систем существуют свои специализированные ядра таламуса, выполняющие функцию центральной релейной или ретрансляторной станции именно для этой системы. Изолированные локальные поражения этих ядер таламуса вызывают специфические нейросенсорные нарушения или дефициты в системе восприятия информации от соответствующих органов чувств.
Так, например, для зрительной системы, вся входящая информация от сетчатки глаз передаётся в латеральное коленчатое тело, а уже оно, в свою очередь, направляет эту информацию, после её первичной обработки, в зрительную кору в затылочных долях коры больших полушарий мозга. Аналогично, медиальное коленчатое тело является центральным реле или ретрансляторной станцией для всей звуковой (слуховой) информации. Это ядро передаёт всю поступающую от нижнего холмика четверохолмия — структуры, расположенной в среднем мозге — слуховую и звуковую информацию, после её первичной обработки, в первичную слуховую кору. В свою очередь, вентральное заднее ядро таламуса является центральным реле для всей соматосенсорной, тактильной и проприоцептивной информации, поступающей от спинного мозга, и направляет её в первичную соматосенсорную кору.

## Роль таламуса в регуляции уровня сознания, цикла сон-бодрствование, концентрации внимания
Таламус также играет важную роль в регуляции уровня сознания, общего уровня возбуждения ЦНС, в регуляции концентрации внимания, смены состояний сна и бодрствования. Ядра таламуса имеют множество сильных реципрокных (двусторонних) взаимных связей с корой больших полушарий головного мозга. Эти связи образуют кругообразно замкнутые таламо-кортико-таламические и кортико-таламо-кортикальные цепи, которые, как считается, связаны с регулированием уровня сознания, уровня возбуждения ЦНС, концентрации внимания, смены состояний сна и бодрствования. Повреждение таламуса может привести к летаргическому сну или перманентной (постоянной) коме или, наоборот, к упорной бессоннице.
По мнению известного британского нейрофизиолога А. Сета сознание зависит не от деятельности мозга в целом, а от коммуникации разных его частей между собой. В частности, от активности таламокортикальной системы, объединяющей кору головного мозга и таламус, соединенный с корой сложной сетью связей.

## Роль таламуса в работе двигательной системы и систем языка и речи
Помимо передачи сенсорной, проприоцептивной, интероцептивной и моторной информации в кору больших полушарий, таламус также играет важную роль в интеграции работы и поддержании функционирования двигательной системы и системы языка и речи. Большая часть нейросхем таламуса, задействованных в регуляции работы этих сложных систем, вовлекает не одно, а несколько таламических ядер или групп ядер.
Таламус также участвует во множестве нейронных информационных цепей, необходимых для управления двигательной подсистемой, и выполняет роль ключевого подкоркового центра регуляции движений, являясь подкорковым моторным центром «высшего порядка» по отношению к мозжечку и базальным ганглиям. Благодаря исследованиям анатомии мозга приматов, удалось выяснить характер многочисленных взаимосвязей ядер таламуса с мозжечком, базальными ганглиями и моторной (двигательной) корой. Это позволило выдвинуть предположение, что таламус выполняет функцию ключевого центра связи и передачи моторной информации по специализированным каналам от базальных ганглиев и мозжечка к моторной коре. При исследовании антисаккадных движений глаз у обезьян было обнаружено, что ядра таламуса участвуют в генерации антисаккадных движений глаз.
Однако роль таламуса в регуляции функций нижележащих и более передне расположенных структур системы базальных ядер, в частности, нигростриарной и стрио-паллидарной систем, участвующих в двигательных актах, хотя и общепризнана, но всё ещё относительно плохо изучена. Роль таламуса в регуляции вестибулярной функции (функции равновесия) и функций ориентировки четверохолмия часто недооценивается или игнорируется, и также пока ещё плохо изучена.

## Роль таламуса в работе систем памяти и эмоций (лимбики и гиппокампа)
Передние ядра таламуса тесно функционально связаны с гиппокампом и структурами лимбической системы, и часто рассматриваются как составная часть расширенной системы гиппокампа и лимбики. Предоставляемая такой функциональной связью передних ядер таламуса с гиппокампом и лимбической системой возможность тесной интеграции предоставляемой гиппокампом пространственной и временной памяти, предоставляемой таламусом пространственно-временной сенсорной информации (например, информации о звуках, зрительных образах и других сенсорных ощущениях, сопровождавших то или иное событие, в привязке ко времени события и к конкретному месту в пространстве, где это событие происходило), и эмоциональной оценки события, предоставляемой лимбической системой — играет решающую роль в формировании интегрального воспоминания о картине того или иного эпизода во всей его целостности, вместе со всеми сопутствующими ему пространственно-временными метками, звуками, образами и другими сенсорными ощущениями, и его эмоциональной оценкой как положительного или отрицательного. Таким образом, тесные функциональные связи передних ядер таламуса с гиппокампом и структурами лимбической системы играют ключевую роль в формировании как человеческой эпизодической памяти, так и памяти событий у грызунов и других млекопитающих.
Существует гипотеза о том, что связи определённых областей таламуса с определёнными областями мезио-темпоральной (средней височной) доли коры больших полушарий играют важную роль в дифференциации функционирования памяти пассивных воспоминаний и памяти узнавания знакомых мест, предметов и др., как у человека, так и у других млекопитающих.